# Südafrikanische Cricket-Nationalmannschaft in Pakistan in der Saison 2007/08
Die Tour der südafrikanischen Cricket-Nationalmannschaft nach Pakistan in der Saison 2007/08 fand vom 1. bis zum 29. Oktober 2007 statt. Die internationale Cricket-Tour war Bestandteil der Internationalen Cricket-Saison 2007/08 und umfasste zwei Tests, fünf ODIs. Südafrika gewann die Test-Serie 1–0 und die ODI-Serie 3–2.

## Vorgeschichte
Für beide Mannschaften war es die erste Tour der Saison. Das letzte Aufeinandertreffen der beiden Mannschaften bei einer Tour fand in der Saison 2006/07 in Südafrika statt. Ursprünglich waren zwei ODIs in Peschawar und Rawalpindi vorgesehen, die aber aus Sicherheitsgründen nach Lahore und Karatschi verlegt wurden. Das letzte ODI, was in Karatschi vorgesehen war, wurde kurzfristig aus Sicherheitsgründen nach Lahore verlegt.
Des Weiteren wurden die Sicherheitsmaßnahmen für den Schutz des südafrikanischen Teams verschärft.

## Stadien
Die folgende Stadien wurden für die Tour ausgewählt.
| Stadion                | Stadt      | Kapazität | Spiele                   |
| ---------------------- | ---------- | --------- | ------------------------ |
| Iqbal Stadium          | Faisalabad | 18.000    | 3. ODI                   |
| National Stadium       | Karatschi  | 34.228    | 1. Test                  |
| Gaddafi Stadium        | Lahore     | 60.000    | 2. Test; 1., 2. & 5. ODI |
| Multan Cricket Stadium | Multan     | 30.000    | 4. ODI                   |

## Kaderlisten
Südafrika benannte seinen Test-Kader am 20. September und den ODI-Kader am 9. Oktober 2007.
Pakistan benannte seinen Test-Kader am 28. September und seinen ODI-Kader am 12. Oktober 2007.
| Test | Test | ODI | ODI |
| Pakistan | Südafrika | Pakistan | Südafrika |
| --- | --- | --- | --- |
| - Shoaib Malik (K) - Abdur Rehman - Danish Kaneria - Faisal Iqbal - Iftikhar Anjum - Kamran Akmal (wk) - Misbah-ul-Haq - Mohammad Asif - Mohammad Hafeez - Mohammad Yousuf - Salman Butt - Taufeeq Umar - Umar Gul - Yasir Hameed | - Graeme Smith (K) - Hashim Amla - Mark Boucher (wk) - AB de Villiers - JP Duminy - Herschelle Gibbs - Paul Harris - Jacques Kallis - Morné Morkel - André Nel - Makhaya Ntini - Shaun Pollock - Ashwell Prince - Dale Steyn | - Shoaib Malik (K) - Abdur Rehman - Iftikhar Anjum - Imran Nazir - Kamran Akmal (wk) - Khalid Latif - Misbah-ul-Haq - Mohammad Asif - Mohammad Hafeez - Mohammad Yousuf - Salman Butt - Shahid Afridi - Shoaib Akhtar - Sohail Tanvir - Umar Gul - Yasir Hameed - Younis Khan | - Graeme Smith (K) - Johan Botha - Mark Boucher (wk) - AB de Villiers - JP Duminy - Herschelle Gibbs - Jacques Kallis - Justin Kemp - Charl Langeveldt - Albie Morkel - André Nel - Makhaya Ntini - Vernon Philander - Shaun Pollock |

## Tour Matches
| 27. – 29. September Scorecard | Karatschi (NBPSC) | South Africans 467 (136) | – | PCB Patron’s XI 302-8 (98) |
|                               |                   | Remis                    |   |                            |

| 16. Oktober Scorecard | Lahore (BeJ) | South Africans 328-4 (45/45)        | – | Pakistan Cricket Board XI 152 (31.3/45) |
|                       |              | South Africans gewinnt mit 176 Runs |   |                                         |

## Tests

### Erster Test in Karatschi
| 1. – 5. Oktober Scorecard | Karatschi | Südafrika 450 (136.3) & 264-7d (89) | – | Pakistan 291 (97.3) & 263 (84.5) |
|                           |           | Südafrika gewinnt mit 160 Runs      |   |                                  |

### Zweiter Test in Lahore
| 8. – 12. Oktober Scorecard | Lahore | Südafrika 357 (125.1) & 305-4d (110.3) | – | Pakistan 206 (63) & 316-4 (107) |
|                            |        | Remis                                  |   |                                 |

## One-Day Internationals

### Erstes ODI in Lahore
| 18. Oktober Scorecard | Lahore | Südafrika 294-5 (50)          | – | Pakistan 249 (46.3) |
|                       |        | Südafrika gewinnt mit 45 Runs |   |                     |

### Zweites ODI in Lahore
| 21. Oktober Scorecard | Lahore | Pakistan 265-9 (50)          | – | Südafrika 240 (49.3) |
|                       |        | Pakistan gewinnt mit 25 Runs |   |                      |

Pakistan wurde auf Grund von zu langsamer Spielweise mit einer Geldstrafe belegt. Die doppelte Strafe für den Kapitän erhielt Shoaib Malik, obwohl er für die meiste Zeit des Innings verletzungsbedingt nicht auf dem Feld war.

### Drittes ODI in Faisalabad
| 23. Oktober Scorecard | Faisalabad | Südafrika 197 (49.2)           | – | Pakistan 202-4 (48.1) |
|                       |            | Pakistan gewinnt mit 6 Wickets |   |                       |

### Viertes ODI in Multan
| 26. Oktober Scorecard | Multan | Pakistan 230-9 (50)             | – | Südafrika 233-3 (37.4) |
|                       |        | Südafrika gewinnt mit 7 Wickets |   |                        |

### Fünftes ODI in Lahore
| 29. Oktober Scorecard | Lahore | Südafrika 233-9 (50)          | – | Pakistan 219 (46.3) |
|                       |        | Südafrika gewinnt mit 14 Runs |   |                     |

## Statistiken
Die folgenden Cricketstatistiken wurden bei dieser Tour erzielt.
| Tests          | Tests      | Tests   | Tests   | Tests   | Tests   | Tests   | Tests   | Tests   |
| Batting        | Batting    | Batting | Batting | Batting | Batting | Batting | Batting | Batting |
| Spieler        | Mannschaft | Spiele  | Innings | Runs    | Average | HS      | 100s    | 50s     |
| -------------- | ---------- | ------- | ------- | ------- | ------- | ------- | ------- | ------- |
| Jacques Kallis | Südafrika  | 2       | 4       | 421     | 210,50  | 155     | 3       | 1       |
| Younis Khan    | Pakistan   | 2       | 4       | 265     | 66,25   | 130     | 2       | 0       |
| Graeme Smith   | Südafrika  | 2       | 4       | 246     | 61,50   | 133     | 1       | 0       |
| Kamran Akmal   | Pakistan   | 2       | 4       | 174     | 43,50   | 71      | 0       | 2       |
| Ashwell Prince | Südafrika  | 2       | 4       | 155     | 38,75   | 63      | 0       | 1       |
| Bowling        |            |         |         |         |         |         |         |         |
| Spieler        | Mannschaft | Spiele  | Overs   | Wickets | Average | BBI     | 5W      | 10W     |
| Paul Harris    | Südafrika  | 2       | 126     | 12      | 20,66   | 5/73    | 1       | 0       |
| Abdur Rehman   | Pakistan   | 2       | 125     | 11      | 32,00   | 4/105   | 0       | 0       |
| Danish Kaneria | Pakistan   | 2       | 151.4   | 10      | 42,20   | 4/114   | 0       | 0       |
| Dale Steyn     | Südafrika  | 2       | 55.3    | 9       | 24,66   | 5/56    | 1       | 0       |
| Umar Gul       | Pakistan   | 2       | 78.3    | 6       | 41,00   | 3/103   | 0       | 0       |

| ODIs             | ODIs       | ODIs    | ODIs    | ODIs    | ODIs    | ODIs    | ODIs    | ODIs    |
| Batting          | Batting    | Batting | Batting | Batting | Batting | Batting | Batting | Batting |
| Spieler          | Mannschaft | Spiele  | Innings | Runs    | Average | HS      | 100s    | 50s     |
| ---------------- | ---------- | ------- | ------- | ------- | ------- | ------- | ------- | ------- |
| Mohammad Yousuf  | Pakistan   | 5       | 5       | 286     | 71,50   | 117     | 1       | 3       |
| Graeme Smith     | Südafrika  | 5       | 5       | 228     | 45,60   | 81      | 0       | 2       |
| Herschelle Gibbs | Südafrika  | 5       | 5       | 214     | 42,80   | 102     | 1       | 1       |
| Younis Khan      | Pakistan   | 5       | 5       | 194     | 38,80   | 82      | 0       | 2       |
| Shoaib Malik     | Pakistan   | 5       | 5       | 184     | 36,80   | 56      | 0       | 1       |
| Bowling          |            |         |         |         |         |         |         |         |
| Spieler          | Mannschaft | Spiele  | Overs   | Wickets | Average | BBI     | 5W      | 10W     |
| Iftikhar Anjum   | Pakistan   | 5       | 43.4    | 12      | 17,08   | 3/33    | 0       | 0       |
| Makhaya Ntini    | Südafrika  | 5       | 42      | 12      | 18,58   | 4/61    | 0       | 0       |
| Albie Morkel     | Südafrika  | 5       | 42.4    | 10      | 18,90   | 4/44    | 0       | 0       |
| Shahid Afridi    | Pakistan   | 5       | 49      | 6       | 35,50   | 3/37    | 0       | 0       |
| Umar Gul         | Pakistan   | 4       | 30.5    | 5       | 38,00   | 3/59    | 0       | 0       |

## Player of the Series
Als Player of the Series wurden die folgenden Spieler ausgezeichnet.
| Serie | Player of the Series |
| ----- | -------------------- |
| Test  | Jacques Kallis       |
| ODI   | Mohammad Yousuf      |

### Player of the Match
Als Player of the Match wurden die folgenden Spieler ausgezeichnet.
| Spiel   | Player of the Match |
| ------- | ------------------- |
| 1. Test | Jacques Kallis      |
| 2. Test | Jacques Kallis      |
| 1. ODI  | AB de Villiers      |
| 2. ODI  | Mohammad Yousuf     |
| 3. ODI  | Shahid Afridi       |
| 4. ODI  | Shaun Pollock       |
| 5. ODI  | Makhaya Ntini       |